# Mordellistena lenensis
Mordellistena lenensis es una especie de coleóptero de la familia Mordellidae.

## Distribución geográfica
Habita en Siberia.